# Traveler Motor Car Company
Traveler Motor Car Company war ein US-amerikanischer Hersteller von Automobilen.

## Unternehmensgeschichte
F. W. Barstow und W. K. McIntyre leiteten das Unternehmen mit Sitz in Detroit in Michigan. Ingenieur war J. P. La Vigne, der auch an der JPL Cyclecar Company beteiligt war. 1913 begann die Produktion von Automobilen. Der Markenname lautete Traveler. 1914 endete die Produktion.
Weitere US-amerikanische Automobilhersteller mit diesem Markennamen waren Neustadt Automobile & Supply Company (1905), Bellefontaine Automobile Company (1907–1908), Traveler Automobile Company (1910–1911) und Taxicab Manufacturing Company (1924–1925).

## Fahrzeuge
Im Angebot standen zwei Modelle. Beide hatten einen Vierzylindermotor von der Beaver Manufacturing Company.
Im Model 36 leistete der Motor 36 PS. Das Fahrgestell hatte 305 cm Radstand. Zur Wahl standen ein fünfsitziger Tourenwagen und ein zweisitziger Roadster.
Das Model 48 hatte einen 48-PS-Motor. Der Radstand betrug 330 cm. Das Karosserieangebot unterschied sich nicht.

## Modellübersicht
| Jahr      | Modell   | Zylinder | Leistung (PS) | Radstand (cm) | Aufbau                                  |
| --------- | -------- | -------- | ------------- | ------------- | --------------------------------------- |
| 1913–1914 | Model 36 | 4        | 36            | 305           | Tourenwagen 5-sitzig, Roadster 2-sitzig |
| 1913–1914 | Model 48 | 4        | 48            | 330           | Tourenwagen 5-sitzig, Roadster 2-sitzig |